# Kylie’s Remixes Volume 2
A Kylie’s Remixes Volume 2 Kylie Minogue ausztrál énekesnő remixalbuma. 1992. július 1-jén jelent meg Japánban, Ausztráliában a következő évben, 1993. május 5-én került piacra.

## Számlista
|     | Cím                                             | Hossz |
| --- | ----------------------------------------------- | ----- |
| 1.  | Better the Devil You Know (U.S. Remix)          | 6:03  |
| 2.  | Step Back in Time (Walkin’ Rhythm Mix)          | 7:55  |
| 3.  | What Do I Have to Do (Between the Sheets Remix) | 7:10  |
| 4.  | Shocked (DNA 12" Mix)                           | 6:16  |
| 5.  | Word is Out (12" version)                       | 5:53  |
| 6.  | If You Were with Me Now (Extended version)      | 5:11  |
| 7.  | Keep on Pumpin’ It (Angelic Remix)              | 7:25  |
| 8.  | Give Me Just a Little More Time (12" version)   | 4:36  |
| 9.  | Finer Feelings (Brothers in Rhythm 12" Mix)     | 6:51  |
| 10. | Do You Dare? (NRG Mix)                          | 7:06  |
| 11. | Closer (The Pleasure Mix)                       | 6:49  |

## Slágerlista
| Slágerlista (1992)      | Legfelső helyezés |
| ----------------------- | ----------------- |
| Japán Oricon albumlista | 90                |